# 地井明子
地井明子(ちいあきこ)は、日本のキャラクターデザイナー、イラストレーターである。サンリオに所属している。

## 概要
主にキャラクターデザイン活動の他にも、キャラクターサイン活動などで活動している。

## 主な作品
()内はキャラクターデビュー年。
- けろけろけろっぴ(1987年)
- ポムポムプリン(1996年)